# مادهوري ديكسيت
مادهوري شانكار ديكسيت (بالهندية: माधुरी दीक्षित)‏، (15 مايو 1967 -)، ممثلة هندية. شاركت في العديد من الأفلام التي أنتجتها بوليوود. تُعرف أيضا ب(داك داك غيرل) نسبة لأغنيتها ورقصتها الرائعة في فيلم بيتا في عام 1992.
توقفت عن التمثيل في عام 2002 للتفرغ للحياة الأسرية بعد أن تزوجت من الدكتور شريرام نيني، ولها إبنان أريان (18 مارس 2003) رايان (8 مارس 2005) ولكنها عاودت مرة أخرى في عام 2007 بفيلم أجا ناشلي.
حصلت على بادما شارما، وهذه الجائزة تعتبر رابع أعلى وسام مدني تمنحه الحكومة الهندية.
بدأت التمثيل في عام 1986 من خلال فلم (Abodh البرئ) ولكن تعتبر بدايتها الحقيقية مع الممثل أنيل كابور في فيلم تيزاب ترشحت عنه لجائزة أحسن ممثلة في حفل جوائز فيلم فير.

## أهم أعمالها
بدأ بعد ذلك نجمها في البزوغ وشاركت في عدة افلام كانت من روائع السينما الهندية ومنها :
- ديل: في 1990 وشاركها البطولة أمير خان وانوبام كير ونالت عنه جائزة أحسن ممثلة لهذا العام.
- بيتا: في 1992 وشاركه البطولة أنيل كابور ونالت أيضا عنه جائزة احسن ممثلة
- ساجان: مع سلمان خان وسنجاى دووت
- خلنياك: مع سنجاى دووت
- أنجام: مع شاه رخ خان
- هوم أبكي هاي كون!: وهذا الفيلم كان من الأفلام التي سجلت في ذاكرة السينما الهندية وفازت فيه بجائزة أحسن ممثلة عن دورها وشاركها البطولة سلمان خان.
- راجا: وبعد هذا الفيلم مع سنجاى كابوور تم تلقيبها في الهند بأنها الليدى أميتاب باتشان حيث أنها تمتلك نفس المكانة التي يمتلكها اميتاب باتشان في قلوب الهنود.
- ديل تو بغيل هاي: مع شاه رو خان وكاريشما كابور ونالت أيضا جائزة أحسن ممثلة عن دورها في الفيلم.
- بوكار: مع أنيل كابور
- ديفداس: حيث شاركت كل من شاه رو خان وأيشواريا راى باتشان البطولة في هذا الفيلم ونالت عنه جائزة أحسن ممثلة مساعدة وأشيد بدورها في الفيلم.
- أخر أفلامها كان; أجا نشلي: والذي لم يحالفه الحظ في شباك التذاكر .
- جولاب جانج :شاركت فيه مع الممثله جوهى تشولا إنتاج عام 2014
- في 2012 تم اختيارها بأن تكون إحدى نجوم بوليوود الذين يقف لهم تمثال شمع بالمتحف العالمي مدام توسو بلندن مع عدة نجوم أخرى وهم أميتاب باتشان وشاه روك خان وسلمان خان وهريثيك روشان وأيشواريا راي - ويعرض التمثال حاليا بالمتحف.

## الجوائز والترشيحات
خلال مشوارها الفني حصدت ديكسيت  العديد من الجوائز والترشيحات الهندية في عدة مهرجانات مرموقة، إضافة لحصولها على وسام التكريم المدني الهندي بادما شري رابع أرفع وسام وطني عن مجمل إسهاماتها الفنية.

## وصلات خارجية
- مادهوري ديكسيت على موقع IMDb (الإنجليزية)
- مادهوري ديكسيت على موقع روتن توميتوز (الإنجليزية)
- مادهوري ديكسيت على موقع ألو سيني (الفرنسية)
- مادهوري ديكسيت على موقع ميوزك برينز (الإنجليزية)
- مادهوري ديكسيت على موقع تيرنر كلاسيك موفيز (الإنجليزية)
- مادهوري ديكسيت على موقع أول موفي (الإنجليزية)
- مادهوري ديكسيت على موقع قاعدة بيانات الأفلام السويدية (السويدية)
- مادهوري ديكسيت على موقع إن إن دي بي (الإنجليزية)
- مادهوري ديكسيت على موقع قاعدة بيانات الفيلم (الإنجليزية)
- مادهوري ديكسيت على موقع كينوبويسك (الروسية)